# Letni Puchar Świata w narciarstwie alpejskim 2022
Sezon 2022 Letniego Pucharu Świata w narciarstwie alpejskim rozpoczął się 11 czerwca 2022 r. w austriackim Rettenbach. Finałowe zawody tego cyklu zostały rozegrane w dniach 9–11 września tego samego roku we włoskim Sauris. Przeprowadzono 12 konkursów dla kobiet i dla mężczyzn.

## Letni Puchar Świata w narciarstwie alpejskim kobiet
Wśród kobiet Letniego Pucharu Świata z sezonu 2021 broniła Słowaczka Nikola Fričová. Tym razem najlepsza okazała się Czeszka Eliška Rejchrtová.
W poszczególnych klasyfikacjach triumfowały:
- slalom:  Aneta Koryntová
- gigant:  Eliška Rejchrtová
- supergigant:  Margherita Mazzoncini

## Letni Puchar Świata w narciarstwie alpejskim mężczyzn
Wśród mężczyzn Letniego Pucharu Świata z sezonu 2021 bronił Austriak Hannes Angerer. Tym razem najlepszy okazał się Czech Martin Barták.
W poszczególnych klasyfikacjach triumfowali:
- slalom:   Martin Barták
- gigant:  Martin Barták
- supergigant:  Mirko Hüppi